# 맡겨줘 스크랩퍼즈
맡겨줘 스크랩퍼즈는 1994년 4월 7일부터 1995년 1월 5일까지 NHK의 위성 채널인 BS2에서 방영된 TV 애니메이션이다. 대한민국에서는 《꾸러기 로보컴》이라는 제목으로 1994년 11월 16일부터 1995년 3월 30일까지 KBS를 통해 방영되었다. 

## 줄거리
우주시대를 배경으로 하고 있다. 사람들은 '워크봇'이라는 생활 지원 안드로이드와 함께 평화로운 나날을 보내고 있다. 그 중에서 구식 워크봇으로 이루어진 심부름 센터가 있다. 

## 주제가
- 오프닝 - 꾸러기 로보컴

작사 - 유정/작곡 - 이승무/노래 - 리듬과 이야기셋